# Pisaura orientalis
Pisaura orientalis là một loài nhện trong họ Pisauridae.
Loài này thuộc chi Pisaura. Pisaura orientalis được Wladislaus Kulczynski miêu tả năm 1913.